# Прокопенко, Игорь Станиславович
И́горь Станисла́вович Прокопе́нко (род. 8 февраля 1965, Павловск, Воронежская область или Павловск, Ленинград) — российский документалист, журналист, телеведущий,  пропагандист, писатель и создатель развлекательных программ, заместитель генерального директора по документальным и публицистическим проектам телекомпании «РЕН ТВ». Семикратный лауреат премии ТЭФИ, автор фильма о Плоской Земле, дважды (2017, 2020) финалист антипремии «Почетный академик ВРАЛ» с формулировкой «за выдающийся вклад в российскую лженауку».

## Биография
Родился 8 февраля 1965 года в городе Павловске Воронежской области, по другим данным — в Павловске в составе Ленинграда. Окончил Калининское суворовское военное училище. Служил в авиации ПВО, уволен из армии в звании майора запаса.
Окончил Донецкое высшее военно-политическое училище инженерных войск и войск связи. После окончания училища получил распределение в 148-й Центр боевого применения и переучивания авиации ПВО, отсутствовавший на географических картах.
С 1989 года работал внештатным военным обозревателем газет «Красная звезда», «Московский комсомолец», «Российская газета» и др. Публиковал репортажи из «горячих точек».
С 1994 года работал на Центральной телерадиостудии Министерства Обороны «ВоенТВ» и был военным обозревателем новостных программ «Время», «Сегодня», «Вести». В 1995 году снял первый документальный фильм «Брошь на галуне» (ОРТ). В 1996—1997 годах вёл авторскую программу «Присяга» на канале РТР.
В 1998 году Прокопенко переходит на телеканал REN-TV по приглашению Ирены Лесневской и Владимира Молчанова. С 6 сентября 1998 года является ведущим авторской программы «Военная тайна» на канале REN-TV (позже переименованный в «РЕН ТВ»). С 2004 года — заместитель генерального директора телеканала по общественно-политическому и документальному вещанию. С 2006 года — руководитель отдела документальных проектов телеканала.
С 2005 года по настоящее время — художественный руководитель телестудии «Формат ТВ», занимающейся производством телепрограмм «Военная тайна» (до 2005 года её производил телеканал-вещатель собственными усилиями) и «Территория заблуждений».
Автор и продюсер проектов «Лихорадка Эбола: тайна вируса смерти», «Чернобыль: обречённая АЭС», «Армии мира», «Как затопили „Мир“», «По обе стороны Победы», «Хроника мирового терроризма», «Рассекреченный век», «Тайная дипломатия», «Чеченский капкан», документального цикла «Отражение», «Территория заблуждений», с января 2007 года — ежедневного документального цикла «Истории…».
С сентября 2006 по октябрь 2012 года — руководитель проекта «Громкое дело».
С 16 октября 2012 по 9 ноября 2019 года — ведущий программы «Территория заблуждений», с 15 июня 2015 года — ведущий программы «Самые шокирующие гипотезы». Также является ведущим документальных марафонов телеканала, таких как «День „Военной тайны“», «День космических историй», «Русские булки».
В 2014 году — генеральный продюсер и один из создателей шоу «Мои прекрасные…» с Павлом Раковым.
В 2022 г. получил от Президентского фонда культурных инициатив 7,5 млн руб. на серию лекций «Разговоры о самом важном с Игорем Прокопенко», с которыми он ездил по России. Тема лекции — война на Украине: когда и чем она закончится.
Член Академии Российского телевидения.
Автор серии книг «Военная тайна» издательства «Эксмо».

## Документальные сериалы и проекты
- Военная тайна (День военной тайны)
- Проект «Отражение»
- Территория заблуждений
- Самые шокирующие гипотезы (День самых шокирующих гипотез; День самых шокирующих прогнозов и очень страшных дел; Самые шокирующие прогнозы)
- Параллели
- Русские булки[34]
- Секретные территории (День секретных территорий)
- Битва цивилизаций
- Космические истории (День космических историй)
- День сенсационных материалов
- День запрещённых материалов
- Фантастические истории (День фантастических историй)
- Великие тайны
- Пища богов
- День предсказаний
- Страшное дело
- Пришельцы государственной важности
- Заговор кукловодов
- Живая тема
- Эликсир молодости
- Война миров
- Странное дело
- Секретные истории (День секретных историй)
- Специальный проект. Лунная гонка
- Специальный проект. Заговор смертных
- Последний секрет Стивена Хокинга
- Загадки Вселенной
- Штурм сознания
- День секретных проектов
- Обманутые наукой
- 11 причин конца света
- Апокалипсис. Луна
- Нам и не снилось
- Секреты древних красавиц
- Фантастика под грифом 'Секретно'

## Семья
Жена — Оксана Барковская. Имеют двух дочерей и сына.
Отец — известный военный журналист Станислав Прокопенко.

## Мировоззрение, общественная позиция
Получил обычное советское воспитание, был пионером и комсомольцем. В семье была верующая бабушка. Во время службы в армии услышал проповедь священника в заново открытом Даниловом монастыре, после чего пришёл к вере. Называет себя православным, посещает храм, хотя не держит постов.
По словам Игоря Прокопенко, его разрыв с либеральной общественностью произошёл ещё в конце 1990-х годов:

Я из либерального общества конца 80-х — начала 90-х. Но в какой-то момент стал понимать, что с либеральным движением что-то не то. Помню, ещё в 90-х сделал фильм о правозащитной организации и рассказал, что её финансирует Госдеп США. Мне редакторы сказали: нет, этот фильм выпускать не надо. Почему, ведь это же правда! Не надо и всё. Я постепенно стал понимать, что в России скорее псевдолиберализм. Я воспринимаю либерала как человека мыслящего, для которого истина превыше всего. А у сегодняшних псевдолибералов так: если Путин против, значит я за. Вне зависимости от происходящего.

Возложил ответственность за распад СССР на Михаила Горбачёва и Бориса Ельцина:

Россия сейчас в тех границах, что была при Иване Грозном. А всё почему? Два случайных человека в Кремле: Ельцин и Горбачёв.

В июле 2009 года Прокопенко вошёл в центральный совет сторонников партии «Единая Россия», поддерживающей курс президента и правительства страны.
О своих взаимоотношениях с министрами обороны России разных лет Прокопенко рассказал в 2016 году:

«Военная тайна» пережила шестерых министров обороны. У меня были сложные отношения с Грачёвым, хорошие с Родионовым, плохие с маршалом Сергеевым. Под плохими отношениями я подразумеваю недоверие. Очень плохие отношения у меня были с Сердюковым. Я был единственным на постсоветском медийном пространстве, кто позволял себе критиковать его публично. Во время его пребывания на посту министра у нас вообще не было никаких отношений. Да, собственно, и сейчас особых отношений нет…

## Критика
Работа Игоря Прокопенко в программах «Военная тайна», «Территория заблуждений» 2010-х годов неоднократно критиковалась журналистами, учёным сообществом и зрителями за низкий уровень профессионализма, лженаучные утверждения, противоречащие действительности, а с 2013—2014 годов, после изменения общественно-политической ситуации в стране, — также за открытую антизападную пропаганду.

### Антизападная пропаганда
Обозреватель «Новой газеты» Слава Тарощина:

Есть на РЕН ТВ Игорь Прокопенко. Начинал ещё при Ирене Лесневской, специализировался на военных тайнах, снял один из лучших документальных сериалов о войне «По обе стороны победы». Ушла Лесневская. Поменялась страна. Видоизменился до неузнаваемости Прокопенко. Он даже внешне теперь такой же напомаженный и пританцовывающий, как Дмитрий Киселёв. И так же, как он, способен обнаружить врагов России на любой трамвайной остановке. Прокопенко теперь дорос до целого Дня военной тайны. Я осилила лишь фрагмент дня, посвященный феномену путиномании. Суть его проста, как все гениальное: Путин — единственная опора пошатнувшегося мира. Прокопенко пел долго и складно…

Обозреватель «Новой газеты» Ирина Петровская:

Бог с ней, с Анной Чапман и её «Тайнами мира»… Но Игорь Прокопенко, серьёзный как будто бы журналист, автор отличных документальных фильмов, лауреат многих премий! <…> «Территорией заблуждений», если не «территорией бреда», чаще оказывается сама программа. Вот, к примеру, один из выпусков, раскрывающий публике глаза на заговор мировой закулисы против России. «В это трудно поверить» (это одна из ключевых фраз программы), но, согласно секретному плану американцев, к 2030 году на политической карте мира не будет государства под названием «Россия». «В это трудно поверить», но американцы называют россиян порабощённым народом и планируют расчленение России на мелкие части (план «Петля анаконды»). «В это трудно поверить, тем более что ни документов, ни убедительных доказательств этому нет» (так! — И. П.), но «точно известно» (снова — так!), что именно члены могущественного Гейдельбергского клуба (Рокфеллер, Ротшильд, Сорос) привели к власти Горбачёва, дабы развалить Советский Союз и получить доступ к его природным ресурсам: «Сторонников версии, что Михаил Горбачёв и Раиса Максимовна были агентами ЦРУ, достаточно, но коль скоро нет доказательств, настаивать на этом было бы несправедливо»

### Пропаганда лженауки
25 сентября 2017 года в программе «Самые шокирующие гипотезы» Прокопенко была представлена теория плоской Земли, в настоящее время опровергнутая наукой. Критические комментарии экспертов в программе не были представлены. Тележурналист Владимир Кара-Мурза-старший в свете выхода передачи в эфир отмечал:

Прокопенко на экране РЕН ТВ — в амплуа мага-чревовещателя: он и про египетские пирамиды, и про пришельцев, и про Атлантиду, и про оппозицию всё тайное знает. И чуть ли не еженедельно выпускает новые книжки, которые рекламирует в своём же эфире.

В ответ на обвинения Прокопенко заявил:

Есть поговорка, что доказанная гипотеза становится истиной, а недоказанная — проблемой. Вот это, видимо, наш случай. Гипотеза, что Земля на самом деле плоская, достаточно популярна, у неё огромное количество адептов во всём мире. Не я её придумал. Посмотрите в Интернете — убедитесь.

Популяризатор науки, главный редактор Антропогенез.ру А. Б. Соколов в интервью «Газета.Ru» критически отозвался о книгах Прокопенко, основанных на выпусках «Территории заблуждений», поскольку «эти книги нашпигованы цитатами учёных». Некоторые из них, как, например, историк Д. Д. Беляев, были абсолютно не в курсе, на страницы каких книг попадали их мнения. Кроме того, Соколов отметил: 

Моя гипотеза, что эти цитаты — куски интервью из тех самых передач. То есть очень эффективный техпроцесс: когда записывается интервью с экспертом, получается и контент для передач, и материальчик для книжек. Учитывая, что там, по-моему, из книги в книгу некоторые куски повторяются, бизнес получается крайне эффективным. Обзавидуешься. А вот какой ущерб при этом наносится российским мозгам? Боюсь даже предположить.
В 2018 году писатель и журналист Антон Первушин подал в суд на Прокопенко за использование интервью с ним в антинаучных фильмах и книгах:

Я крайне возмущён использованием моих слов в фильмах, призванных утвердить теории «лунного заговора». При подготовке к интервью меня заверили, что оно будет использовано в научно-популярном фильме, в котором рассказывается о современных научных исследованиях в области изучения космоса. Я всегда охотно соглашаюсь на участие в подобных проектах. Меня ввели в заблуждение, ведь если бы съёмочная группа честно сообщила, что фильмы будут посвящены пропаганде теории «лунного заговора» и различным спекуляциям вокруг аномальных явлений, то я отказался бы.
— Антон Первушин для журнала «Мир фантастики»

В своём объяснении, направленном в Октябрьский районный суд Санкт-Петербурга, Прокопенко заявил, что его передача является постановочной.
«Во-первых, сами по себе книги Игоря Прокопенко или их части не являются интервью, так как являются литературным произведением и не построены по схеме „вопрос-ответ“ как интервью. Во-вторых, истец указан в книге не в качестве автора. Из представленных суду отрывков из книг Прокопенко следует, что истец выполняет роль лица, озвучивающего, исполняющего некую информацию, так как в книгах после фамилии истца идет двоеточие и прямая речь и отсутствует какое-либо указание на авторство истца. Нами представлены доказательства того, что истец озвучивает часть сценария к телевизионной передаче „Территория заблуждений“ с Игорем Прокопенко», — написал тележурналист.

## Награды
Телевизионная премия «ТЭФИ»
- Телевизионная премия «ТЭФИ» (номинация «Журналистское расследование», 2000) — за фильм «Лихорадка Эбола — тайна вируса смерти»[49].
- Телевизионная премия «ТЭФИ» (номинация «Журналистское расследование», 2001) — за документальный сериал «Голоса из безмолвия».
- Телевизионная премия «ТЭФИ» (номинация «Журналистское расследование», 2003) — за фильм «Дневник беглеца»[50].
- Телевизионная премия «ТЭФИ» (номинация «Телевизионный документальный сериал», 2005) — за документальный сериал «Чеченский капкан».
- Телевизионная премия «ТЭФИ» (номинация «Телевизионный документальный сериал», 2007) — за документальный фильм «Пленные и забытые»[51].
- Телевизионная премия «ТЭФИ» (номинация «Телевизионный документальный фильм», 2020) — за фильм «Доктор Лиза»[52]
- Телевизионная премия «ТЭФИ» (номинация «Просветительская программа», 2017) — за передачу «Военная тайна»[53].

Евразийский Телефорум
- V Евразийский Телефорум (специальный приз жюри, 2001) — за документальный сериал «Голоса из безмолвия».
- VII Евразийский Телефорум (главный приз, 2004).
- Х Евразийский Телефорум (номинация «Информационно-аналитическая программа», 2007) — за документальный фильм «Анна. Убить журналиста»[54].
- XII Евразийский Телефорум (диплом, 2009) — за создание первого игрового многосерийного фильма «Последний секрет Мастера».

Премия Артёма Боровика
- Премия Артёма Боровика (2003) — за фильм «Возвращение в Норд-Ост».
- Премия Артёма Боровика (2004) — за творческие достижения в жанре «журналистское расследование».
- Премия Артёма Боровика (2005) — за значительный вклад в развитие независимой журналистики в России[55].

Международный телекинофорум «Вместе»
- Гран-при Международного телекинофорума «Вместе» (2002) — за программу «Военная тайна».
- Гран-при Международного телекинофорума «Вместе» (номинация «Человек дела», 2007) — за документальный фильм «Анна. Убить журналиста».
- Гран-при Международного телекинофорума «Мы вместе!» (2024) — за передачу «Для чего создавали советскую Украину?»[56].

Кинофестиваль «Море зовёт»
- Гран-при Международный кинофестиваль морских и приключенческих фильмов «Море зовёт» (2007) — за документальный фильм «Заложники глубины»[57].
- Приз Международного кинофестиваля морских и приключенческих фильмов «Море зовёт» (2008) — за лучший фильм о водолазах и дайверах[58].

Призы и награды
- Премия Службы внешней разведки Российской Федерации (2001) — за документальный сериал «Голоса из безмолвия».
- Гран-при и приз Президента Итальянской республики фестиваля в Риме (2002) — за фильм «Возвращение в Норд-Ост».
- Гран-при ММКФ «Золотой Георгий» (2003) — за документальный фильм «Раковый корпус».
- Гран-при фестиваля «Закон и общество» (2003) — за документальный цикл «Хроника мирового терроризма»[59].
- Гран-при фестиваля в Брюсселе (2003) — за документальный сериал «Голоса из безмолвия».
- Конкурс «Менеджер года» (победа в номинации «Электронные СМИ», 2007)[60].
- Премия ФСБ России (номинация «Телевизионные и радиопрограммы», 2007) — за цикл программ «Военная тайна», посвящённых проблемам безопасности и обороноспособности государства.
- Национальная премия «Лавровая ветвь» в области неигрового кино и телевидения (номинация «Лучший документальный сериал», 2007) — за 3-серийный фильм «Другая война».
- Премия Всероссийского смотра-конкурса «На страже порядка», проводимого ФСИН (номинация «Лучшая программа (фильм) в жанре журналистского расследования», 2009) — за фильм «Путь контрабандиста».
- Гран-при VII Международного фестиваля военного кино имени Юрия Озерова (2009) — за документальный фильм «Цхинвальский крест»[61].
- Антипремия ВРАЛ от портала «Антропогенез.ру» и фонда «Эволюция» (II место, 2017) — за выдающийся вклад в российскую лженауку как автор и продюсер проектов «Теория заблуждений», «Самые шокирующие гипотезы» и «Военная тайна»[62][63].
- В 2018 году стал лауреатом международной премии Terra Incognita Awards[64].
- Антипремия ВРАЛ, (II место, 2020)[65]